# だよん
だよんは、宮城県にある日本テレビ放送網（NNN）系列の放送局・宮城テレビ放送（ミヤギテレビ・MMT）のマスコットキャラクター。2012年7月に登場。尚ミヤギテレビは前任マスコットとして「ミテ」が存在していたので2代目である。X・Facebookを展開中

## 概要
- 性別 : オス
- 口癖 : 語尾に「だよん」をつける。
- チャームポイント : しっぽが「4」の形をしている（4はミヤギテレビのリモコンキーID）。
- 旅が好きで、宮城にきた。宮城のことが知りたくて、ミヤテレの番組を見ていたらミヤテレが大好きに。
- その後ミヤテレに通い、「ミヤテレの広報ワン（広報マン）」に任命された。
- なお、前任マスコットである「ミテ」は、「だよん」のデビュー後も当面の間ミヤギテレビの公式サイトで見ることができた。